# Alfa Super Strong 9.2
Alfa Super Strong 9.2 is een Nederlands pilsbier, gebrouwen bij de Alfa Bierbrouwerij in Thull.
Het is een lichtblond bier met een hoog alcoholpercentage van 8,5%. Hoewel de naam anders doet vermoeden, heeft het bier in de loop der jaren altijd een alcoholpercentage gehad tussen de 8,5% en 9,0%, dus nooit 9,2%. Alfa Super Strong 9.2 is een imperial pils. Om het onderscheid tussen de blikken Alfa Edel Pils en Alfa Super Strong 9.2 te verduidelijken, kregen de blikken van Super Strong 9.2 in augustus 2016 een nieuw design.